# 旧艾奈
旧艾奈（法語：Ainay-le-Vieil，法語發音：[ɛnɛ lə vjɛj]）是法国谢尔省的一个市镇，位于该省南部，属于圣阿芒蒙龙区。

## 地理
旧艾奈（46°40'1"N, 2°33'7"E）面积13.77 平方千米，位于法国中央-卢瓦尔河谷大区谢尔省，该省份为法国中部省份，北起卢瓦雷省，西接卢瓦-谢尔省和安德尔省，南至克勒兹省，东南接阿列省，东临涅夫勒省。
与旧艾奈接壤的市镇（或旧市镇、城区）包括：莱特隆、拉瑟莱特、科隆比耶、库斯特、德勒旺、拉格鲁特、拉佩尔什、圣乔治德普瓦雪。

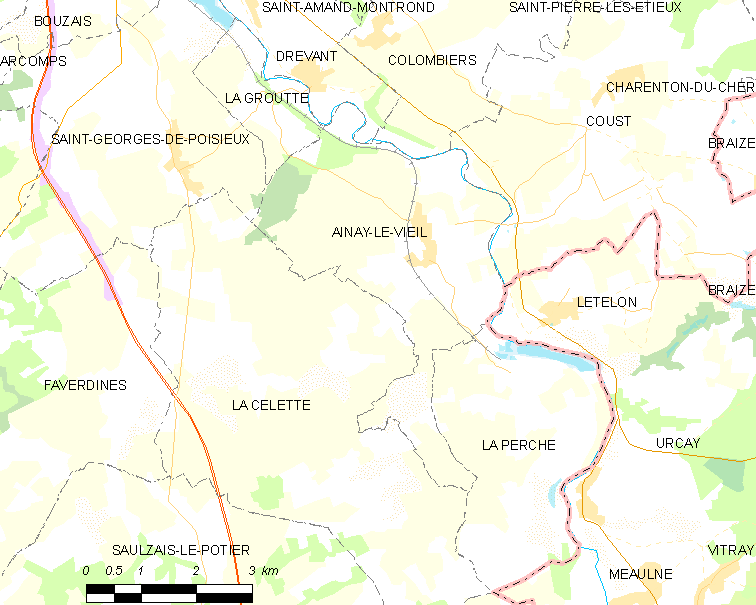
旧艾奈的OSM定位图

旧艾奈的时区为UTC+01:00、UTC+02:00（夏令时）。

## 行政
旧艾奈的邮政编码为18200，INSEE市镇编码为18002。

## 政治
旧艾奈所属的省级选区为沙托梅扬县。

## 人口

1962-2008年间旧艾奈人口变化图示

旧艾奈于2022年1月1日时的人口数量为191人。